# Fereydoun
Fereydoun est un roi iranien mythique et un héros symbole de victoire, de justice, et de générosité dans la littérature persane. D'après le Livre des Rois de Ferdowsi, Fereydoun était le fils d'Abtine et un des descendants de Djamchid. Fereydoun, avec Kaveh s'est révolté contre le roi tyrannique Zahhak et a pu le battre et l'arrêter dans les monts Elbourz. Après cela, Fereydoun est devenu roi d'après la légende, et régna sur le pays pendant près de 500 ans (d'après le Zend-Avesta).
À la fin de sa vie, il partagea le royaume entre ses trois fils, Salm (en), Tour (en) et Iradj. Iradj était le fils le plus jeune et le préféré de Fereydoun, et il hérita de la partie préférée du royaume de son père, l'Iran. Salm et Tour ont hérité de l'Asie mineure et de l'Asie centrale respectivement. Cela fit croître l'envie des frères d'Iradj et les encouragea à le tuer.
Après le meurtre d'Iradj, Fereydoun mit sur le trône le petit-fils d'Iradj, Manoutchehr avant son décès. La tentative faite par Manoutchehr de venger le meurtre de son père marque le début des guerres Turo-Iraniennes. Ses successeurs furent les derniers Pichdadien e Amol. On a longtemps cru voir dans Fereydoun l'Arbacès des Grecs : depuis, quelques savants ont combattu cette opinion.